# 사토 요시아키
사토 요시아키(일본어: 佐藤 慶明, 1969년 6월 19일 ~ )는 일본의 전 축구 선수이다.

## 구단 경력
1992년 J1리그의 감바 오사카에 입단했다. 1994년 우라와 레즈로 이적했다. 1994시즌엔 리그 27경게 출전하여 9득점을 기록했다. 1995년 7월 재팬 풋볼 리그의 교토 퍼플 상가로 이적했다. 1995년 재팬 풋볼 리그 준우승으로 J1리그로 승격했다. 1996년후 현역 은퇴.

## 국가대표팀 경력
그는 1994년 기린컵에 참가할 일본 국가대표팀에 발탁되었으며, 5월 22일 오스트레일리아와의 경기에서 데뷔했다.

## 통계
| 일본 | 일본 | 일본 |
| 연도 | 출전 | 득점 |
| ---- | ---- | ---- |
| 1994 | 1    | 0    |
| 통산 | 1    | 0    |